# Bill Goodson
Bill Goodson (Los Angeles, 19 marzo 1957) è un coreografo statunitense.

## Biografia
Ha curato le coreografie di Renato Zero, Paula Abdul, Diana Ross, Jasmine Guy, Steve Winwood, Gloria Estefan e Stevie Wonder.
Ha lavorato al Moulin Rouge di Parigi per più di 30 anni mentre ha insegnato a Studio Harmonic di Parigi, Ballet Academien di Stoccolma e la Broadway Dance Center di New York e Tokyo.
In Italia è conosciuto per i programmi Torno sabato di Giorgio Panariello e Chiambretti Night di cui cura le coreografie.
Ha iniziato con Toni Basil e Uno dei fondatori del Waacking e del Punking, stili di strada vicini ai Funky Styles e all'Hip-Hop che presero forma e importanza negli U.S.A. negli anni settanta;Lui ballata con Michael Jackson del video (Beat It) ha creato il Fitness Programma Cardio Funk.
A novembre 2017 entra nel cast della diciassettesima edizione del programma Amici di Maria De Filippi come professore di danza.